# Днестровский сельский совет (Борщёвский район)
Днестровский сельский совет (укр. Дністровська сільська рада) — входит в состав
Борщёвского района
Тернопольской области
Украины.
Административный центр сельского совета находится в 
с. Днестровое.

## Населённые пункты совета
- с. Днестровое